# Thomas Baumer
Thomas Baumer (Friburgo (Suiza), 29 de mayo de 1960) es un economista suizo, experto en competencia intercultural y evaluación de personalidad. Desarrolló áreas de las evaluaciones pronósticas en las pruebas / assessments de aptitud y acuñó el término assessment pronóstico, especialmente en los países de habla alemana.

## Biografía

### Familia
Thomas Baumer es un hijo del lingüista y especialista en ciencias de las religiones Iso Baumer. Estudió en la escuela jesuita Stella Matutina de Feldkirch (Austria) y Economía de la empresa en la Universidad de Ciencias Aplicadas de Zúrich (ZHAW). Está casado y tiene un hijo.

### Profesión
De 1986 a 1999 trabajó en la aerolínea nacional Swissair, más recientemente como Gerente de la División en el Centro de Formación de Swissair (contratación de pilotos y miembros de la dirección con Swissair y otras empresas, la educación y la formación de pilotos y asistentes de vuelo, desarrollo de aspectos humanos). Es el fundador y director del CICB Center of Intercultural Competence SA, fundado en 2000 y ampliado con CACB Centro para el assessment y coaching en 2010, como una sociedad anónima plurilingüe.
Baumer realiza investigaciones y organiza cursos, preparaciones para los empleados que parten trabajar al extranjero y hasta ahora ha hecho más de 500 evaluaciones y entrevistas de evaluación situacional (con o sin acento específico en la competencia intercultural). Desarrolló y acuñó aspectos esenciales del assessment pronóstico, cuya aplicación permite, en la extensión de los resultados de los métodos de evaluación usuales (pruebas de aptitud, assessment center) y del análisis de potencial, una evaluación precisa no sólo sobre las capacidades existentes de las personas y sus potenciales, sino también sobre los objetivos alcanzables, en cuanto tiempo y bajo que condiciones.

## Publicaciones
- Manual de competencia intercultural (Handbuch Interkulturelle Kompetenz), Tomo 1; Editorial Orell Füssli, Zúrich; 2002. ISBN 3-280-02691-1
- Manual de competencia intercultural (Handbuch Interkulturelle Kompetenz), Tomo 2; Editorial Orell Füssli, Zúrich; 2004. ISBN 3-280-05081-2
- Prognostisches Assessment. Fähigkeiten und persönliche Entwicklung voraussehen; HRM Dossier; Editorial SPEKTRAmedia, Zúrich; 2013. ISBN 978-3-908244-94-3